# Spionage i Tokyo
Spionage i Tokyo (originaltitel: Destination Tokyo) är en amerikansk krigsfilm från 1943 med Cary Grant i huvudrollen. Den regisserades av Delmer Daves.

## Handling
Kaptenen på den amerikanska ubåten USS Copperfin, Kapten Cassidy (Cary Grant) får i uppdrag att transportera en grupp män in i bukten utanför Tokyo för att rekognosera inför ett senare bombanfall.

## Om filmen
Den gjordes under brinnande krig, under den period då den amerikanska flottan främst försvarade sig och kan ses i det ljuset som propaganda.

## Rollista (i urval)
- Cary Grant
- John Garfield
- Alan Hale
- John Ridgely